# Турчак, Стефан Васильевич
Степа́н (Стефан) Васи́льевич Турча́к  (укр. Степан (Стефан) Васильович Турчак; 1938—1988) — советский, украинский дирижёр, педагог. Герой Социалистического Труда (1988). Народный артист СССР (1977). Лауреат Государственной премии Украинской ССР имени Шевченко (1980) и Государственной премии Грузинской ССР им. З. Палиашвили (1973).

## Биография
Родился 28 февраля 1938 года селе Мацковичи, близ Перемышля (ныне в гмине Журавица, Перемышльский повят, Подкарпатское воеводство, Польша).
Детство и юность прошли в Дублянах. В 1955 году окончил Львовское музыкально-педагогическое училище им. Ф. М. Колессы.
После окончания училища работал учителем музыки и пения в Сокальском педагогическом училище.
В 1957 году поступил во Львовскую консерваторию имени Н. В. Лысенко (ныне Львовская национальная музыкальная академия имени Николая Лысенко) в класс дирижирования Н. Ф. Колессы, которую окончил в 1962 году.
Во время учебы, в 1960—1962 годах — дирижёр Львовского оперного театра им. И. Франко.
В 1962 году переехал в Киев.
В 1963—1967 и 1973—1977 годах — главный дирижёр Государственного симфонического оркестра Украинской ССР. Важное место в репертуаре оркестра отводилось украинской музыке — Н. В. Лысенко, Б. Н. Лятошинского, С. Ф. Людкевича, Л. Н. Ревуцкого, а также советских композиторов — Д. Д. Шостаковича (7-я, 8-я, 15-я симфонии), С. С. Прокофьева (5-я симфония), Т. Н. Хренникова, А. И. Хачатуряна, А. Я. Штогаренко и др.
В 1967—1973 годах и с 1977 года — главный дирижёр Киевского театра оперы и балета им. Т. Шевченко. За годы работы в театре с его подачи поставлено около двух десятков новых оперных и балетных спектаклей.
Была свойственна ярко темпераментная манера дирижирования. Уделял большое внимание как классической музыке, так и творчеству современников, в особенности украинских авторов.
С 1966 года — руководитель симфонического оркестра и заведующий кафедрой оперно-симфонического дирижирования Киевской консерватории (ныне Национальная музыкальная академия Украины имени П. И. Чайковского) (с 1973 — доцент, с 1986 — профессор).
Гастролировал за рубежом (Великобритания, Япония, Италия, Болгария, Польша, Венгрия, Испания).
Скончался 23 октября 1988 года (по другим источникам — 23 ноября) в Киеве от рака головного мозга. Похоронен на Байковом кладбище.

### Семья
- Жена — Гизелла Альбертовна Ципола (род. 1944), украинская советская оперная певица (лирико-драматическое сопрано), педагог. Народная артистка СССР (1988).

## Награды и звания
- Герой Социалистического Труда (26.02.1988)[4]
- Заслуженный деятель искусств УССР (1964)
- Народный артист Украинской ССР
- Народный артист СССР (1977)
- Государственная премия Украинской ССР им. Т. Г. Шевченко (1980) — за дирижирование оперными спектаклями «Иван Сусанин» М. И. Глинки, «Пиковая дама» П. И. Чайковского, «Милана» Г. И. Майбороды
- Государственная премия Грузинской ССР им. З. П. Палиашвили (1973) — за постановку оперы З. Палиашвили «Абессалом и Этери» в Киеве
- Премия Ленинского комсомола Украинской ССР им. Н. А. Островского (1968)
- Орден Ленина (26.02.1988)[4]
- Орден Трудового Красного Знамени
- Орден Октябрьской Революции
- Медаль «В память 1500-летия Киева»
- Медали

## Творчество

### Постановки опер
- 1967 — «Отелло» Дж. Верди
- 1967 — «Гибель эскадры» В. С. Губаренко
- 1970 — «Мамай» В. С. Губаренко
- 1974 — «Катерина Измайлова» Д. Д. Шостаковича
- 1975 — «Ярослав Мудрый» Г. И. Майбороды
- 1985 — «Прапороносцы» А. И. Билаша
- «Борис Годунов» М. П. Мусоргского
- «Хованщина» М. П. Мусоргского
- «Тарас Бульба» Н. В. Лысенко
- «Абессалом и Этери» З. П. Палиашвили
- «Аида» Дж. Верди
- «Золотой петушок» Н. А. Римского-Корсакова
- «Иван Сусанин» М. И. Глинки
- «Пиковая дама» П. И. Чайковского
- «Милана» Г. И. Майбороды

### Постановки балетов
- 1969 — «Каменный властелин» В. С. Губаренко
- 1982 — «Ольга» Е. Ф. Станковича
- 1986 — «Прометей» Е. Ф. Станковича
- «Лебединое озеро» П. И. Чайковского
- «Лесная песня» М. А. Скорульского.

## Память
- В Киеве на доме, в котором жил С. В. Турчак, установлена мемориальная доска.
- С 1994 года в Киеве каждые 4 года проводится национальный конкурс дирижёров имени С. Турчака. С 2006 года конкурс проводится как Международный.
- В Киеве действует детская школа искусств, которой присвоено имя дирижёра.